# Zilling
Pour l’article homonyme, voir Zilling (Hallwang).
Zilling est une commune française située dans le département de la Moselle, en région Grand Est.
Cette commune se trouve dans la région historique de Lorraine et fait partie du pays de Sarrebourg.

## Géographie

### Localisation
Zilling est situé en marge du Plateau lorrain sur une aire s'étendant du sud au sud-ouest, et bordé au nord - nord-est, des premiers vallons en pente douce déclinant vers les zones boisées du massif vosgien.
La préfecture Metz est à environ 111–115 km de Zilling soit 1 h 10 - 1 h 30 en voiture. Phalsbourg, proche de 4,6 km permet un accès rapide à des structures commerciales, médicales et para-médicales de première nécessité.
Au-delà, dans un rayon de 15 km, Zilling est centré dans un triangle de trois villes de moyenne importance : Sarrebourg, Saverne et Drulingen. Ces villes génèrent un accès aux services et à l'emploi d'une manière plus importante. Et pour une offre commerciale et culturelle encore plus étendue, Strasbourg (Métropole alsacienne), et Sarrebruck (Métropole de la Sarre) sont à égale distance, dans un rayon d'environ 60 km, soit une petite heure en voiture.
Il faut 5-6 min en voiture pour accéder à la bretelle d'accès de l'autoroute A4 - embranchement de Phalsbourg.
Linguistiquement, la commune est dans la zone du francique rhénan.

### Communes limitrophes
| Metting      | Hangviller | Vescheim    |
| Wintersbourg | Zilling    |             |
| Bourscheid   |            | Mittelbronn |

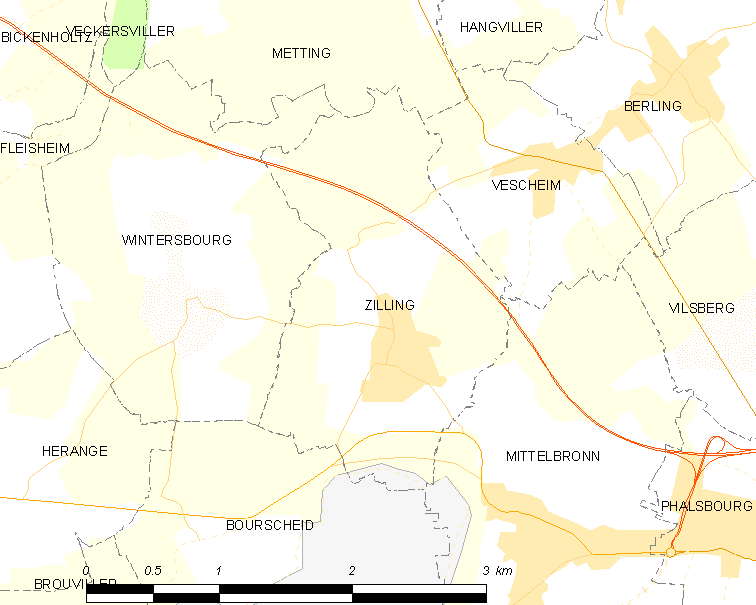
Carte de la commune
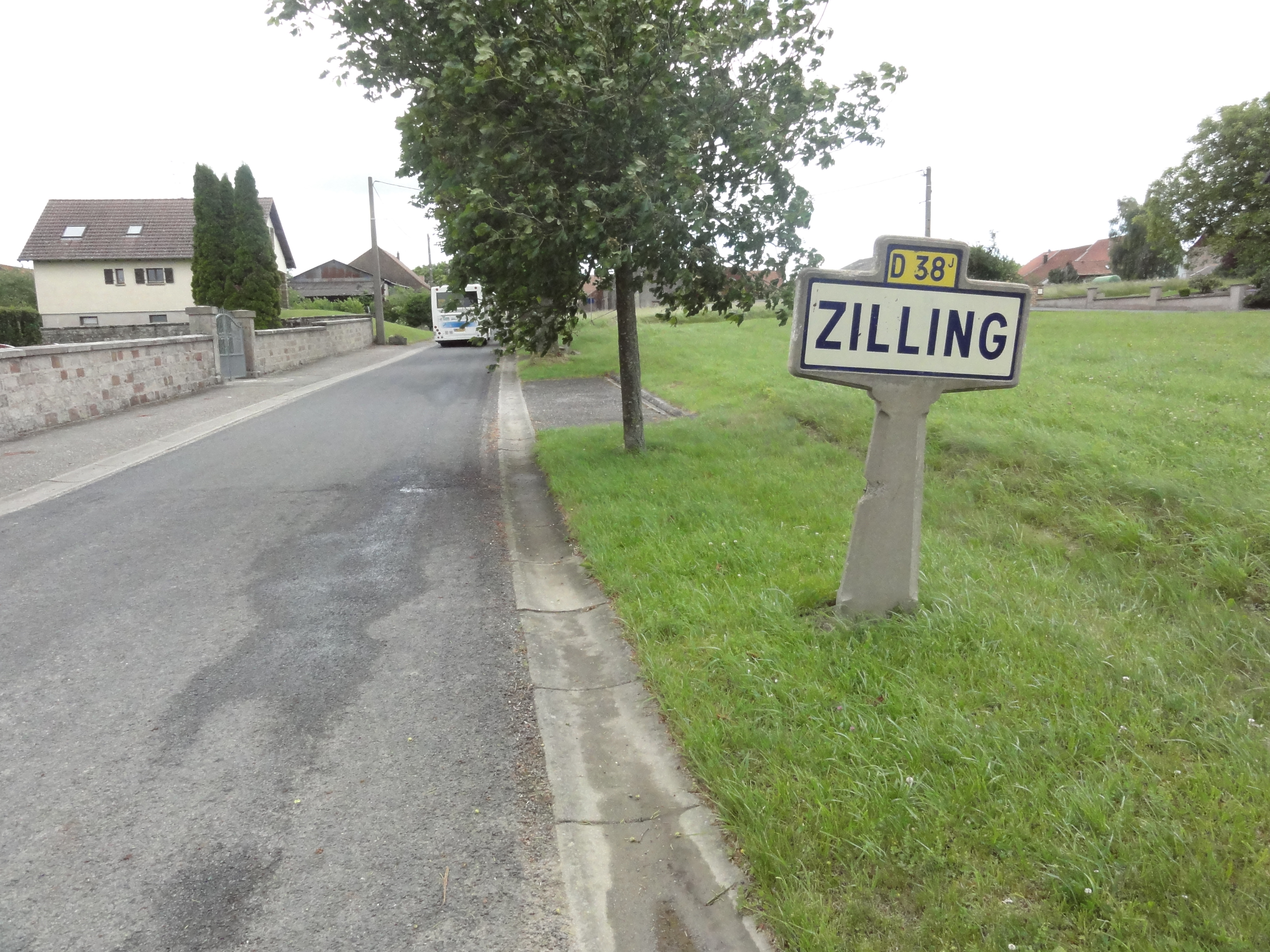
Entrée de l'agglomération

### Géologie
Le village est situé sur le Plateau lorrain, la terre est dans l’ensemble de type argilo-calcaire. Par endroits du « Muschelkalk ».

### Hydrographie
La commune est située dans le bassin versant du Rhin au sein du bassin Rhin-Meuse. Elle est drainée par la Zinsel du Sud et le ruisseau le Kuhbach.
La Zinsel du Sud, d'une longueur totale de 30,9 km, prend sa source dans la commune de Wintersbourg et se jette  dans la Zorn à Steinbourg, après avoir traversé 15 communes.
le Kuhbach est un petit affluent de la Zinsel du Sud. Il prend sa source à Mittelbronn et se verse dans la Zinsel du Sud à Veschheim après un parcours de 3,8 km.

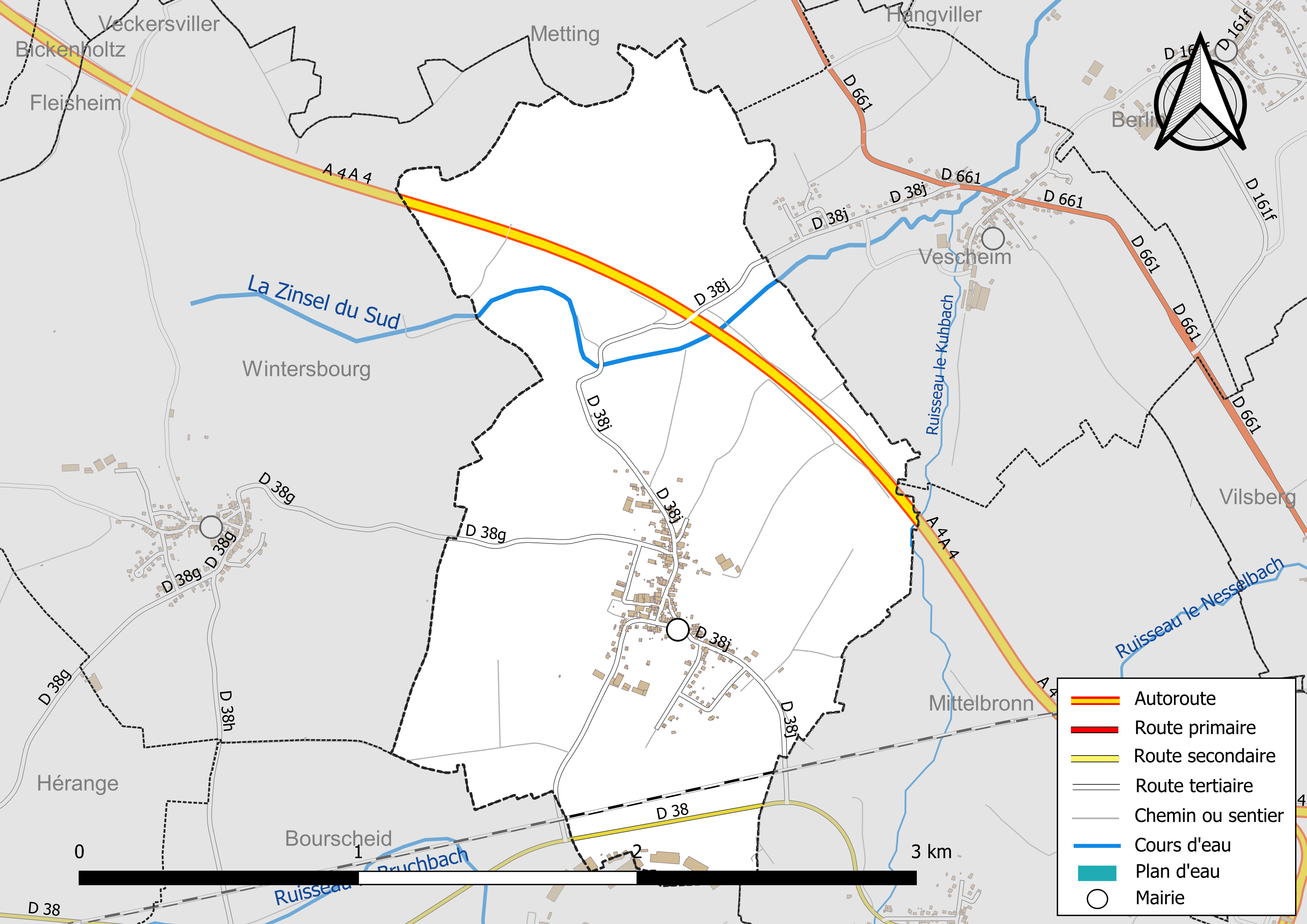
Réseaux hydrographique et routier de Zilling.

La qualité des eaux des principaux cours d’eau de la commune, notamment de la Zinsel du Sud, peut être consultée sur un site dédié géré par les agences de l’eau et l’Agence française pour la biodiversité.

### Climat
Pour des articles plus généraux, voir Climat du Grand Est et Climat de la Moselle.
En 2010, le climat de la commune est de type climat des marges montargnardes, selon une étude du Centre national de la recherche scientifique s'appuyant sur une série de données couvrant la période 1971-2000. En 2020, Météo-France publie une typologie des climats de la France métropolitaine dans laquelle la commune est exposée à un climat semi-continental et est dans la région climatique  Vosges, caractérisée par une pluviométrie très élevée (1 500 à 2 000 mm/an) en toutes saisons et un hiver rude (moins de 1 °C). 
Pour la période 1971-2000, la température annuelle moyenne est de 9,8 °C, avec une amplitude thermique annuelle de 17,2 °C. Le cumul annuel moyen de précipitations est de 860 mm, avec 10,9 jours de précipitations en janvier et 10,1 jours en juillet. Pour la période 1991-2020, la température moyenne annuelle observée sur la station météorologique de Météo-France la plus proche, « Phalsbourg_sapc », sur la commune de Danne-et-Quatre-Vents à 6 km à vol d'oiseau, est de 10,4 °C et le cumul annuel moyen de précipitations est de 864,9 mm. 
La température maximale relevée sur cette station est de 38,1 °C, atteinte le 12 août 2003 ; la température minimale est de −22 °C, atteinte le 10 février 1956,,. 
Les paramètres climatiques de la commune ont été estimés pour le milieu du siècle (2041-2070) selon différents scénarios d'émission de gaz à effet de serre à partir des nouvelles projections climatiques de référence DRIAS-2020. Ils sont consultables sur un site dédié publié par Météo-France en novembre 2022.

## Urbanisme

### Typologie
Au 1er janvier 2024, Zilling est catégorisée commune rurale à habitat dispersé, selon la nouvelle grille communale de densité à sept niveaux définie par l'Insee en 2022.
Elle est située hors unité urbaine et hors attraction des villes,.

### Occupation des sols
L'occupation des sols de la commune, telle qu'elle ressort de la base de données européenne d’occupation biophysique des sols Corine Land Cover (CLC), est marquée par l'importance des territoires agricoles (82,9 % en 2018), en diminution par rapport à 1990 (89,3 %). La répartition détaillée en 2018 est la suivante : 
terres arables (51,7 %), prairies (31,2 %), zones urbanisées (10,2 %), zones industrielles ou commerciales et réseaux de communication (6,9 %). L'évolution de l’occupation des sols de la commune et de ses infrastructures peut être observée sur les différentes représentations cartographiques du territoire : la carte de Cassini (XVIIIe siècle), la carte d'état-major (1820-1866) et les cartes ou photos aériennes de l'IGN pour la période actuelle (1950 à aujourd'hui).

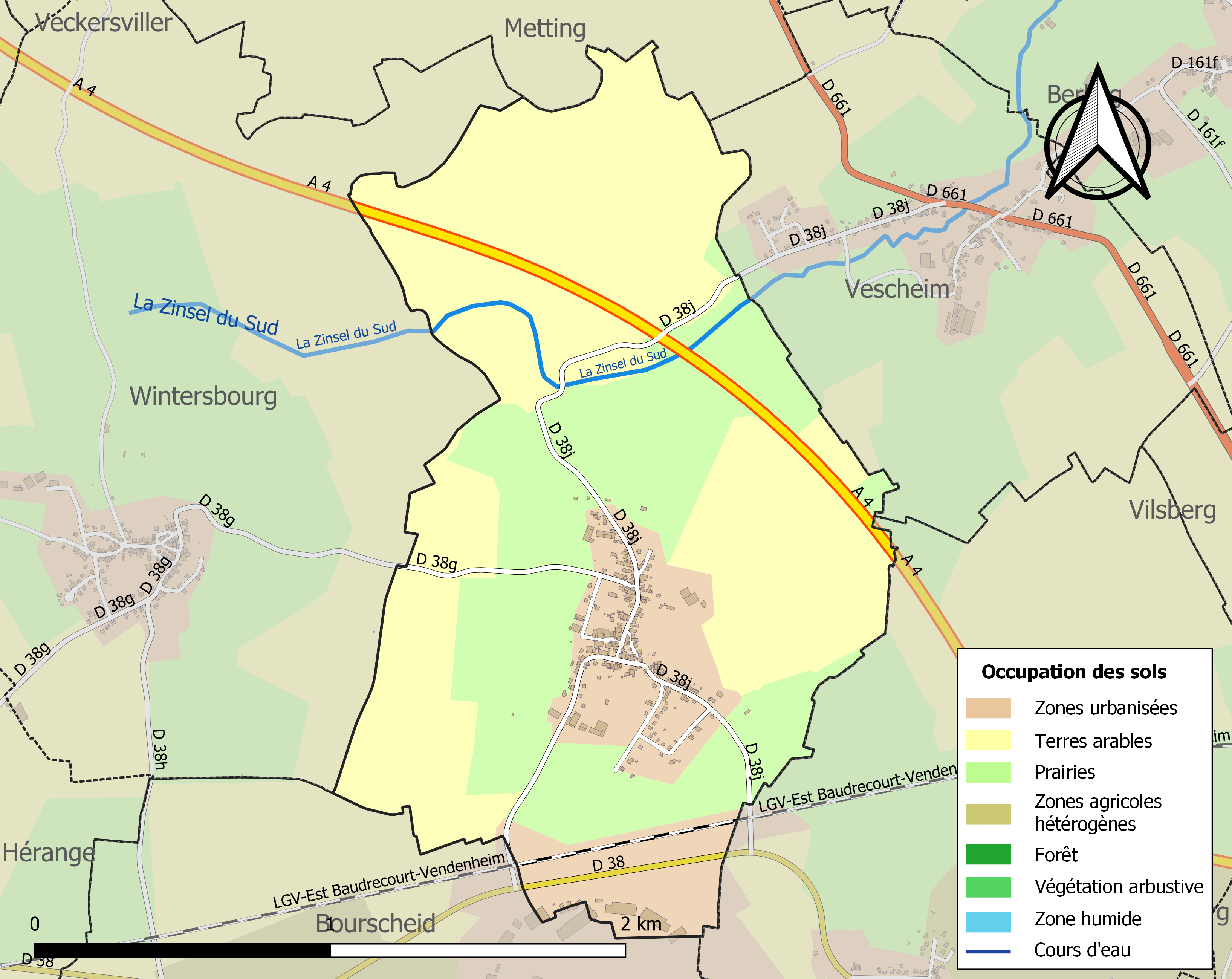
Carte des infrastructures et de l'occupation des sols de la commune en 2018 (CLC).

### Transports et communications

#### Réseau routier
L'axe routier traversant le village est la route départementale D 38J, elle s'embranche à la D 38 au sud et à la D 661 au nord.

#### Transports collectifs
Les transports interurbains de la Moselle proposent une navette d'autobus entre Phalsbourg et Sarrebourg avec un arrêt à Zilling. Un transport par bus dédié aux scolaires fonctionne également pour les jeunes résidents à Zilling.

#### Voie cyclable
Voie cyclable de l'Eselsbahn, du nom de l'ancienne ligne ferroviaire Lutzelbourg-Drulingen qu'elle emprunte en partie, elle relie Hangviller à Lixheim et constitue un itinéraire de 12 km qui passe au nord du village.

#### Connexes sans connexion
Au sud, la base militaire aérienne du « camp La Horie » jouxte le territoire de la commune.
La nouvelle ligne ferroviaire Est européenne LGV transite par le ban du village dans la même zone.
Au nord, l'autoroute A4 traverse le ban de la commune sur une distance d’environ 2,5 km.
Un pipeline transporteur d'énergies passe par le sous-sol du ban de la commune.

#### Télécommunications
Les réseaux internet ne sont pas très attractifs en débit. Il n'y a pas de nœud de raccordement ADSL installé à Zilling. Les lignes téléphoniques des habitants de Zilling sont raccordées au central de Phalsbourg distant de 4,6 km.
L’accès public au réseau de la fibre optique est possible depuis la mi-octobre 2020 avec l'opérateur Orange. Le Nœud de Raccordement Optique ou NRO semble être à Wintersbourg.

## Toponymie
- Zuselingen (966)[15], Zucelinge (1099)[16], Zullingen (1285)[16], Zielingen (1557)[17], Zillingen (1751 et 1787)[17], Zilling (1793), Zillingen (1871-1918).
- En francique rhénan : Zelling. Le "i" après le "Z" devient un "e" qui dans sa prononciation est tiré un peu en longueur.
- Sobriquet : « Och e Leider »[15] : Expression en dialecte local qui peut être traduite par : « avoir compassion de... » ou « être en empathie avec... » Le sens premier du sobriquet est une réplique stéréotypée à quelqu'un qui se plaint. Les gens de Zilling auraient-ils un besoin prononcé d'êtres plaints. Complexe d'infériorité ou fausse modestie ?

## Histoire

### Le Moyen Âge
Autour de l'an 1000, le village appartenait au duc de Bar. En 1099, Thierry, comte de Bar, échangea Zilling contre d’autres terres avec le prieuré bénédictin d’Insming, dépendance de l’abbaye de Saint-Mihiel. En 1285 Zilling appartenait au couvent de Vergaville près de Dieuze.
Plus tard, le village fut partagé entre les chevaliers du château de Lutzelbourg, les nobles de Hérange et les Münch de Wilsberg.« Freiadeliche Juncker Münch von Wildsperg ».
En 1460, le Comte palatin du Rhin, Frédéric Ier, acquit la part des chevaliers de Lutzelbourg et celle des nobles de Hérange. En tout, deux tiers du village qu'il incorpora au comté de La Petite-Pierre.  Le tiers restant, la part des Münch de Wilsberg passa aux Landsberg, seigneurs de Bourscheid en 1527.
Les moniales de l'abbaye bénédictine Saint-Gangolphe de Graufthal avaient des propriétés dans la commune de Zilling avant la Réforme protestante.
En 1556, le comte palatin du Rhin, Othon-Henri, introduisit la Réforme dans ses dépendances et ainsi Zilling devint un village protestant.
En 1661, via le traité de Vincennes, Louis XIV acheta la « Route », un large couloir qui devait mener en Alsace. Bourscheid et Mittelbronn y furent intégrés. Zilling, en bordure de cette « Route », resta sous domination palatine et partagea le sort du comté de La Petite-Pierre, à l'époque en Basse-Alsace.
La Petite-Pierre (Lützelstein) avec tout son comté, fut rattaché à la couronne de France le 9 août 1681, soit 7 semaines avant la capitulation de Strasbourg.

### LeXVIIIesiècle

#### Situation religieuse
Selon Arthur Benoit, le lieu est pourvu d’une petite chapelle luthérienne restaurée et orientée est-ouest datant de 1720. Avant la Révolution, ce village était une petite paroisse du culte réformé, actuellement (1869) il n'y a plus que quatre à six personnes de ce culte. Les autres suivent la confession d'Augsbourg (luthérienne).
En 1725 vivaient à Zilling, 12 familles réformées et 2 luthériennes.
Jean d'Elvert, seigneur de Zilling, força ses sujets catholiques à fréquenter l'église de Bourscheid érigée en cure le 26 janvier 1725.
En 1778, il y avait 3 familles catholiques se rattachant à la cure de Vescheim, 2 familles luthériennes et 12 familles calvinistes-réformées.
Il est à noter que durant le XVIIIe siècle et jusqu'au milieu du XIXe siècle, quelques familles anabaptistes exploitèrent successivement, en tant que métayers, une ferme à Zilling.

#### Situation économique
En 1750, on comptait 11 laboureurs, 9 pionniers (nouveaux venus, immigration), 20 feux, 38 chevaux ou bœufs.

#### Les seigneurs, la féodalité
Jusqu’à la Révolution, Zilling appartenait pour les deux tiers au prince de Deux-Ponts, et pour un tiers à la famille d’Elvert. Jean d'Elvert, bailli de Lixheim et de Dabo, époux d'Anne Stock, avait acquis sa part en 1694, des frères Jean-Jacques et Georges-Louis de Landsperg (Landsberg), pour 20 800 florins.
Retiré à Strasbourg, Jean d'Elvert devint l'un des XV conseillers de cette ville et le directeur de la célèbre tribu (corporation) des tanneurs. L'un de ses fils, Michel d'Elvert, seigneur de Zilling, fut conseiller au Conseil souverain d’Alsace à Colmar. Les descendants de Jean d'Elvert, en 1789, étaient Jean-Louis, Guillaume-Antoine, ancien major d'infanterie, et Joseph-Armand, vice-chancelier de l'église catholique à Strasbourg.
Les d'Elvert eurent à propos du ban d'un village disparu nommé Illingen et d'une petite forêt attenante nommée Sitter, des discussions assez vives avec les habitants des villages voisins, dont Zilling. Le prince de Deux-Ponts et les d’Elvert, copropriétaires, ayant ordonné le défrichement de la dite forêt en 1786, virent leur décision contestée par les habitants de Zilling. Ceux-ci, forts de leurs droits et armés d'un contrat de vente que leur avait signé quelques années auparavant M. de Noblat, conseiller au Conseil souverain d'Alsace et beau-frère de MM. d'Elvert, se pourvurent tout de suite à Colmar et traduisirent leurs coseigneurs en justice. Ceux-ci, inquiets de la tournure que prenait cette affaire devant le Conseil souverain, demandèrent à entrer en arrangement. Les habitants de Zilling approuvèrent cette proposition. L'accord fut signé en 1788, et l'intendant, M. de La Galaizière, fils du fameux Intendant de Lorraine Antoine-Martin Chaumont de La Galaizière (1697-1783), ratifia la décision de justice le 8 avril 1789. Le sol déboisé fut laissé aux habitants qui s'empressèrent de le partager entre eux et de le cultiver.
Les d'Elvert  avaient établi une haute justice à Zilling. Les procédures en appels allaient directement à la Cour Souveraine d'Alsace.
Chaque seigneur avait son bailli et son fiscal. Ces derniers tenaient les audiences par suite d'un arrangement, et pour éviter les frais, celui de Deux-Ponts, deux ans de suite à La Petite-Pierre, et celui des d'Elvert une année à Zilling. Les justiciables se rendaient à ces audiences tenues en principe hors des juridictions par condescendance. Les actes étaient rédigés en français, langue qu'ignoraient le sergent et les justiciables en 1789.
Le prince de Deux-Ponts avait à La Petite-Pierre, pour y rendre la justice, une armée de gens de lois, bailli, gruyer, prévôt général, procureur fiscal, deux procureurs, un avocat, un huissier royal, un huissier seigneurial, un sergent bailliager, un receveur, un chirurgien juré et enfin un forestier seigneurial.

### LeXIXesiècle
Après la Révolution, par un décret de l'Assemblée nationale, Zilling fut détaché des villages de l'Alsace Bossue et rattaché au département de la Meurthe. En juin 1871, Zilling fut rattaché à l'Alsace-Lorraine et plus tard, en 1919, à celui de la Moselle.

#### Situation religieuse
On créa, le 11 germinal an XII (1er avril 1804), dans le département de la Meurthe, trois oratoires du culte réformé, un à Nancy, un à Oberstinzel et un à Zilling ; ce fut une période d'instabilité et ce mode de fonctionnement ne dura pas et une réorganisation paroissiale eut lieu :
- le 28 prairial an XIII (17 juin 1805), le pasteur réformé de Lixheim fut installé dans l'ancienne église des Tiercelins de cette ville en place et lieu de la paroisse réformée de Zilling ;
- le 25 janvier 1807, le consistoire de Strasbourg établit à Hellering un pasteur nommé par décret du 27 octobre 1806, en place et lieu de la paroisse réformée d’Oberstinzel.

De nos jours (1869), la communauté catholique de Zilling fait partie de la paroisse de Mittelbronn.
La communauté protestante de Zilling fait partie de la paroisse de Wintersbourg depuis la Réforme (XVIe siècle). On peut cependant y concéder quelques exceptions ou intérims. Entre autres de 1581 à 1596, Sébastien Bader, pasteur à Mittelbronn, est responsable de la communauté protestante de Zilling.

#### Situation économique
Les archives communales de Zilling renferment une pièce intéressante : une réquisition du sous-préfet de l'arrondissement de Sarrebourg datée du 3 janvier 1814, ordonnant aux habitants de cette commune de fournir à la place de Phalsbourg, mise en état de siège, 7 quintaux métriques de foin et 6 hectolitres d'avoine.
Les habitants du département de la Meurthe ayant appartenu au comté de la Petite-Pierre avant la séparation avec l’Alsace Bossue cherchent leur bois (Bürgerholz) dans les forêts de La Petite-Pierre. Ce droit d'usage du bois bourgeois a été remis en cause, mais les villageois de Zilling ont pu le maintenir.

## Politique et administration

### Liste des maires
| Période                                  | Période   | Identité      | Étiquette | Qualité |
| ---------------------------------------- | --------- | ------------- | --------- | ------- |
| Les données manquantes sont à compléter. |           |               |           |         |
| 1945                                     | 1947      | Jacques Weyer |           |         |
| 1947                                     | 1958      | Charles Giesi |           |         |
| 1958                                     | 1971      | Eugène Will   |           |         |
| 1971                                     | mars 1995 | Willy Baltzli |           |         |
| mars 1995                                | mars 2008 | Charles Roth  |           |         |
| mars 2008                                | En cours  | Joël Muller   |           |         |

### Tendances politiques et résultats
Le résultat de l'élection présidentielle de 2012 dans cette commune est le suivant :
| Candidat       | Candidat                    | Premier tour | Premier tour | Second tour | Second tour |
| Candidat       | Candidat                    | Voix         | %            | Voix        | %           |
| -------------- | --------------------------- | ------------ | ------------ | ----------- | ----------- |
|                | Eva Joly (EÉLV)             | 1            | 0,54         |             |             |
|                | Marine Le Pen (FN)          | 52           | 27,96        |             |             |
|                | Nicolas Sarkozy (UMP)       | 77           | 41,40        | 138         | 81,18       |
|                | Jean-Luc Mélenchon (FG)     | 12           | 6,45         |             |             |
|                | Philippe Poutou (NPA)       | 2            | 1,08         |             |             |
|                | Nathalie Arthaud (LO)       | 1            | 0,54         |             |             |
|                | Jacques Cheminade (SP)      | 1            | 0,54         |             |             |
|                | François Bayrou (MoDem)     | 20           | 10,75        |             |             |
|                | Nicolas Dupont-Aignan (DLR) | 3            | 1,61         |             |             |
|                | François Hollande (PS)      | 17           | 9,14         | 32          | 18,82       |
|                |                             |              |              |             |             |
| Inscrits       | Inscrits                    | 209          | 100,00       | 209         | 100,00      |
| Abstentions    | Abstentions                 | 20           | 9,57         | 24          | 11,48       |
| Votants        | Votants                     | 189          | 90,43        | 185         | 88,52       |
| Blancs et nuls | Blancs et nuls              | 3            | 1,59         | 15          | 8,11        |
| Exprimés       | Exprimés                    | 186          | 98,41        | 170         | 91,89       |

Le résultat de l'élection présidentielle de 2017 dans cette commune est le suivant :
| Candidat    | Candidat                    | Premier tour | Premier tour | Deuxième tour | Deuxième tour |  |
| Candidat    | Candidat                    | %            | Voix         | %             | Voix          |  |
| ----------- | --------------------------- | ------------ | ------------ | ------------- | ------------- |  |
|             | Nicolas Dupont-Aignan (DLF) | 8,60         | 16           |               |               |  |
|             | Marine Le Pen (FN)          | 36,02        | 67           | 53,50         | 84            |  |
|             | Emmanuel Macron (EM)        | 15,05        | 28           | 46,50         | 73            |  |
|             | Benoît Hamon (PS)           | 3,23         | 6            |               |               |  |
|             | Nathalie Arthaud (LO)       | 1,08         | 2            |               |               |  |
|             | Philippe Poutou (NPA)       | 1,08         | 2            |               |               |  |
|             | Jacques Cheminade (SP)      | 0,00         | 0            |               |               |  |
|             | Jean Lassalle (RES)         | 1,08         | 2            |               |               |  |
|             | Jean-Luc Mélenchon (LFI)    | 8,60         | 16           |               |               |  |
|             | François Asselineau (UPR)   | 0,00         | 0            |               |               |  |
|             | François Fillon (LR)        | 25,27        | 47           |               |               |  |
|             |                             |              |              |               |               |  |
| Inscrits    | Inscrits                    | 221          | 100,00       | 221           | 100,00        |  |
| Abstentions | Abstentions                 | 23           | 10,41        | 31            | 14,03         |  |
| Votants     | Votants                     | 198          | 89,59        | 190           | 85,97         |  |
| Blancs      | Blancs                      | 6            | 3,03         | 21            | 11,05         |  |
| Nuls        | Nuls                        | 6            | 3,03         | 12            | 6,32          |  |
| Exprimés    | Exprimés                    | 186          | 93,94        | 157           | 82,63         |  |

## Démographie
L'évolution du nombre d'habitants est connue à travers les recensements de la population effectués dans la commune depuis 1793. Pour les communes de moins de 10 000 habitants, une enquête de recensement portant sur toute la population est réalisée tous les cinq ans, les populations de référence des années intermédiaires étant quant à elles estimées par interpolation ou extrapolation. Pour la commune, le premier recensement exhaustif entrant dans le cadre du nouveau dispositif a été réalisé en 2004.

En 2022, la commune comptait 281 habitants, en évolution de +1,44 % par rapport à 2016 (Moselle : +0,52 %, France hors Mayotte : +2,11 %).
| 1793 | 1800 | 1806 | 1821 | 1831 | 1836 | 1841 | 1846 | 1851 |
| ---- | ---- | ---- | ---- | ---- | ---- | ---- | ---- | ---- |
| 177  | 196  | 215  | 251  | 270  | 310  | 310  | 317  | 320  |

| 1856 | 1861 | 1871 | 1875 | 1880 | 1885 | 1890 | 1895 | 1900 |
| ---- | ---- | ---- | ---- | ---- | ---- | ---- | ---- | ---- |
| 295  | 317  | 340  | 337  | 349  | 336  | 326  | 320  | 333  |

| 1905 | 1910 | 1921 | 1926 | 1931 | 1936 | 1946 | 1954 | 1962 |
| ---- | ---- | ---- | ---- | ---- | ---- | ---- | ---- | ---- |
| 338  | 346  | 299  | 285  | 273  | 267  | 260  | 276  | 258  |

| 1968 | 1975 | 1982 | 1990 | 1999 | 2004 | 2006 | 2009 | 2014 |
| ---- | ---- | ---- | ---- | ---- | ---- | ---- | ---- | ---- |
| 244  | 240  | 225  | 252  | 258  | 252  | 254  | 264  | 276  |

| 2019 | 2022 | - | - | - | - | - | - | - |
| ---- | ---- | - | - | - | - | - | - | - |
| 267  | 281  | - | - | - | - | - | - | - |

## Enseignement

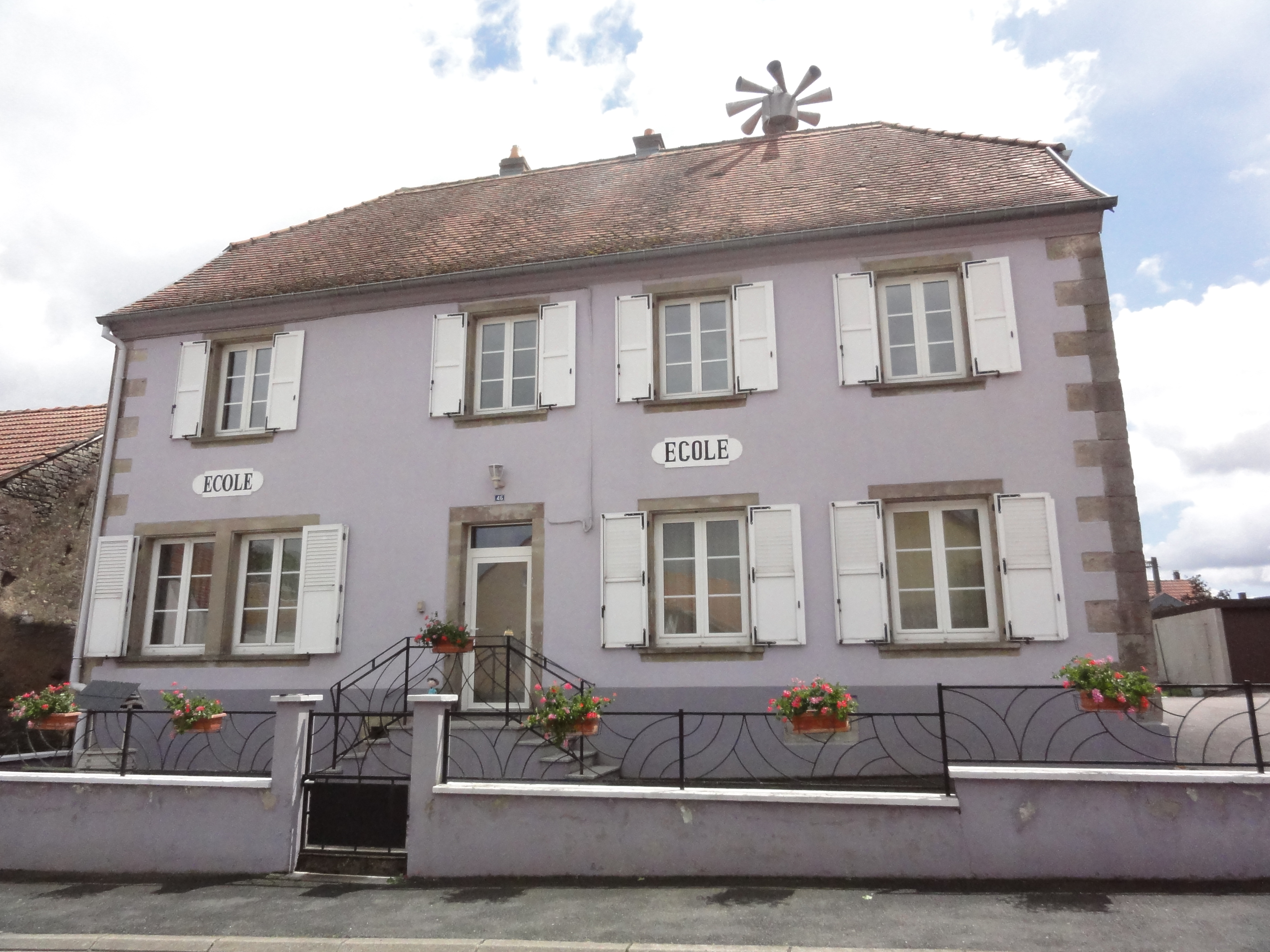
École

École élémentaire publique protestante.

## Culture locale et patrimoine

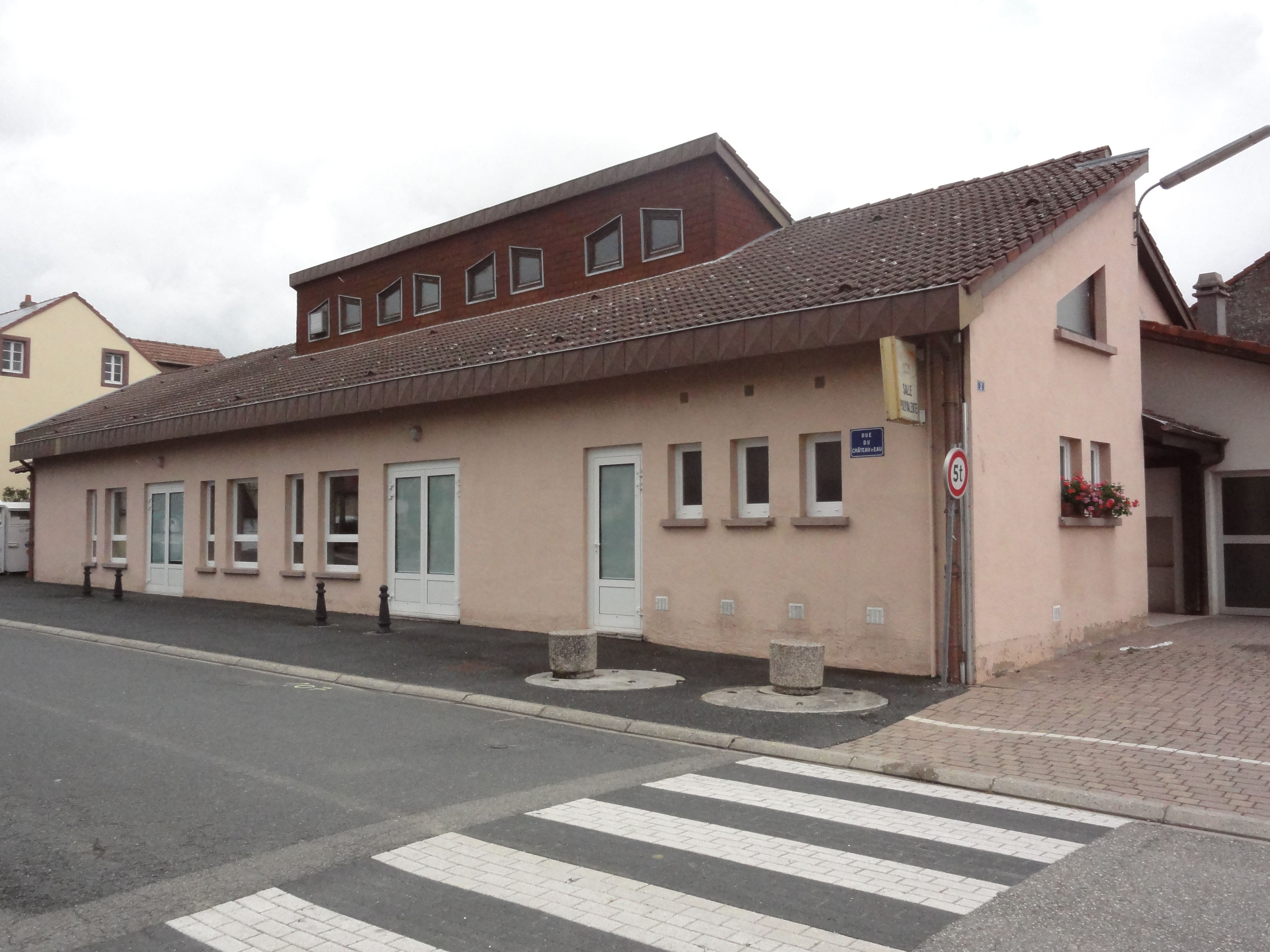
Salle polyvalente

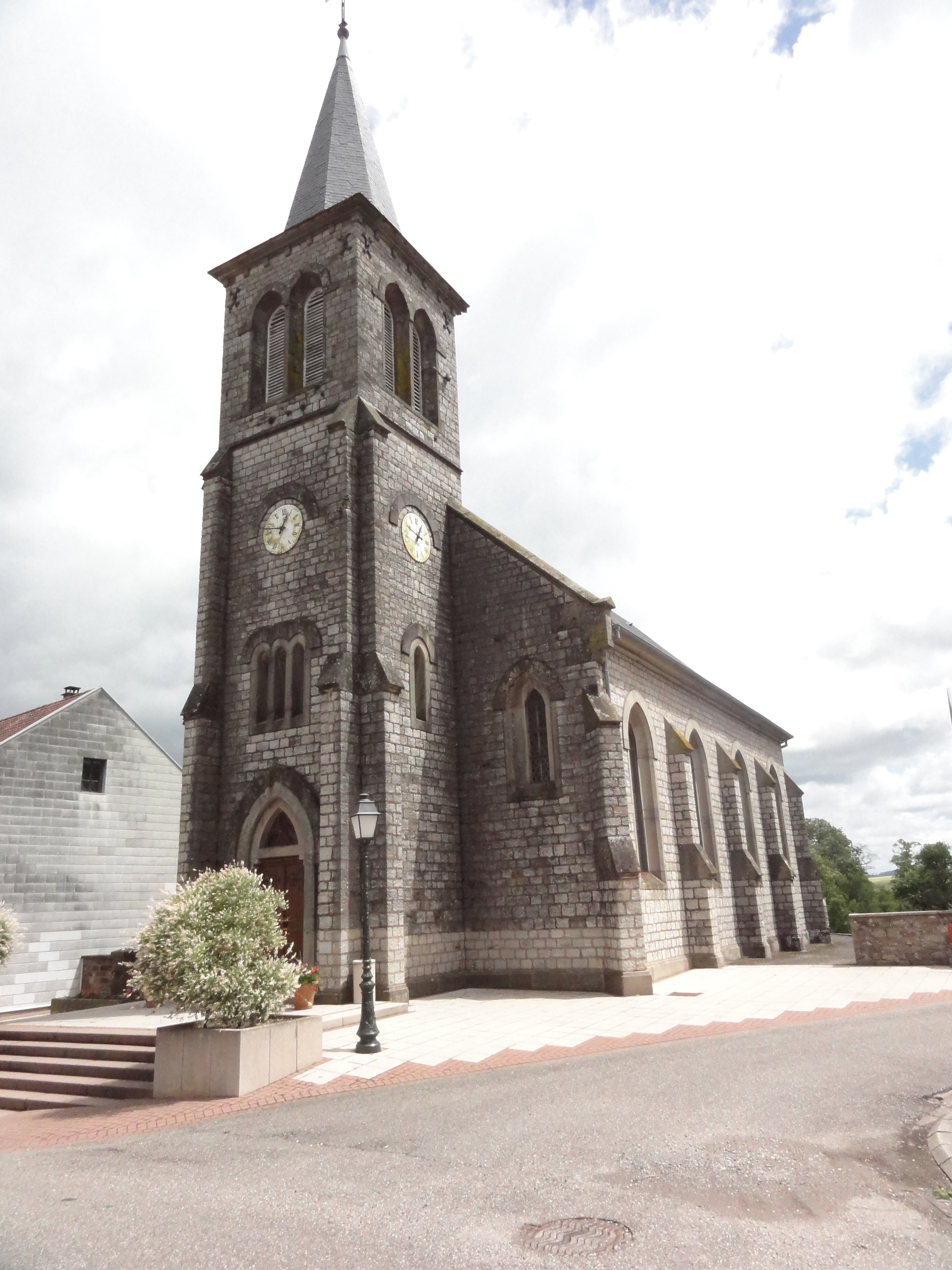
Église luthérienne

### Manifestations culturelles et festivités
La Kerw, appelée aussi Messdi, est considérée comme la fête du village. Initialement ce fut une fête religieuse, la racine germanique du mot Kerw, Kirchenweihfest atteste cet aspect. La fête est annuelle et célébrée à Zilling le dimanche qui suit Saint-Gall ou "Gallus" (16 octobre). Par convention le dimanche de la Kerw se situe entre le 17 octobre au plus tôt et le 23 octobre au plus tard. On peut admettre que Gall, le moine irlandais, passa par là en son temps, pour évangéliser et propager le christianisme.

### Lieux et monuments

#### Édifices civils
- Vestige gallo-romain, découvert sur le territoire de la commune, consistant en une partie fragmentée d'un Jupiter à l'anguipède, conservé au musée archéologique de Saverne[34].
- Cimetière du bas Empire, en proximité de la rivière Zinsel. Ce cimetière qui n'est plus visible de nos jours, a été étudié en février 1892[35].

#### Édifice religieux
- Un édifice du culte protestant existait dès 1600. Au début de 1700, l'église fut simultanée par décret du roi de France à la suite du traité de Ryswick. Chapelle luthérienne en 1720. Temple réformé avant 1805. Il est probable que  l'édifice, le seul lieu de culte existant à Zilling, servit selon les époques et les circonstances, tantôt aux luthériens, aux réformés et aussi aux catholiques. En 1883 ce lieu de culte fut entièrement restauré, et y fut installé un orgue Stiehr Frères. L'orgue fut classé monument historique en 2000-2001[36].

### Personnalités liées à la commune
- Jacob Wehrung, appelé aussi Jacques Wehrung, (1835-1900) est né à Zilling le 16 septembre 1835. Il est le fils de Gustave et de Catherine née Lantz. Jacob se marie en 1871 à Drulingen avec Marie Julie Valentine née Schmidt. Notaire impérial à Drulingen de 1865 jusqu'à sa mort en 1900, nommé Justizrat en 1892. Homme politique régional, conseiller général de 1873 à 1900, il siège comme député de la seconde chambre - Landesausschuss des Landtag Elsaß-Lothringen - de 1878 à 1900 (Parlement d'Alsace-Lorraine - Assemblée législative). À ce titre, il participe en 1881 à la fondation du groupe parlementaire « Freie Gruppe »[37]. Éminent promoteur de la ligne ferroviaire Lutzelbourg-Drulingen créée en 1883 et supprimée en 1953 (Eselbahn ou Eselsbahn).

### Héraldique
| Blason de Zilling | Blason  | Coupé de sinople, au mont de six coupeaux d'or issant de la partition, et d'argent plain. |
| Blason de Zilling | Détails | Ce sont les armes de la famille de Landsberg, seigneurs du lieu avant 1694.               |

## Pour approfondir